# روكي فرنانديز
روكي فرنانديز (بالإسبانية: Roque Benjamín Fernández)‏ هو اقتصادي وسياسي أرجنتيني، ولد في 30 أبريل 1947 في قرطبة في الأرجنتين. حزبياً، نشط في الحزب العدلي.

## روابط خارجية
- روكي فرنانديز على موقع مونزينجر (الألمانية)